# 제33회 골든 래즈베리상
제33회 골든 래즈베리상(33rd Golden Raspberry Awards)은 2012년 발표된 최악의 영화에 주는 상으로, 후보는 2013년 1월 8일에 발표되었다. 2월 23일 결과가 발표될 예정이다.

## 후보 및 수상
| "수상"* |

| 부문                                                                                               | 후보자 |
| -------------------------------------------------------------------------------------------------- | ------ |
| 최악의 영화                                                                                        |        |
| 브레이킹 던 part 2                                                                                 |        |
| 배틀쉽                                                                                             |        |
| 우지러브스 인 더 빅 벌룬 어드벤처                                                                  |        |
| 댓츠 마이 보이                                                                                     |        |
| 어 싸우전드 워즈                                                                                   |        |
| 최악의 남우주연상                                                                                  |        |
| 애덤 샌들러 - 댓츠 마이 보이                                                                       |        |
| 니콜라스 케이지 - 고스트 라이더 3D: 복수의 화신, 저스티스                                          |        |
| 에디 머피 - 어 싸우전드 워즈                                                                       |        |
| 로버트 패틴슨 - 브레이킹 던 part 2                                                                 |        |
| 타일러 페리 - 알렉스 크로스, 굿 디즈                                                               |        |
| 최악의 여우주연상                                                                                  |        |
| 크리스틴 스튜어트 - 스노우 화이트 앤 더 헌츠맨, 브레이킹 던 part 2                                 |        |
| 캐서린 헤이글 - 원 포 더 머니                                                                      |        |
| 밀라 요보비치 - 레지던트 이블 5: 최후의 심판 3D                                                    |        |
| 타일러 페리 - 마디아스 위트니스 프로텍션                                                           |        |
| 바브라 스트라이샌드 - 더 길트 트립                                                                 |        |
| 최악의 남우조연상                                                                                  |        |
| 테일러 로트너 - 브레이킹 던 part 2                                                                 |        |
| 데이비드 해셀호프 - 피라냐 3DD                                                                     |        |
| 리엄 니슨 - 배틀쉽, 타이탄의 분노                                                                  |        |
| 닉 스워드슨 - 댓츠 마이 보이                                                                       |        |
| 바닐라 아이스 - 댓츠 마이 보이                                                                     |        |
| 최악의 여우조연상                                                                                  |        |
| 리한나 - 배틀쉽                                                                                    |        |
| 제시카 비엘 - 플레잉 포 킵스, 토탈 리콜                                                            |        |
| 브루클린 데커 - 배틀쉽, 임신한 당신이 알아야 할 모든 것                                            |        |
| 애슐리 그린 - 브레이킹 던 part 2                                                                   |        |
| 제니퍼 로페즈 - 임신한 당신이 알아야 할 모든 것                                                    |        |
| 최악의 스크린 커플                                                                                 |        |
| 매켄지 포이 & 테일러 로트너 - 브레이킹 던 part 2                                                   |        |
| 저지 쇼어와 캐스트 2명 - 바보 삼총사                                                               |        |
| 로버트 패틴슨 & 크리스틴 스튜어트 - 브레이킹 던 part 2                                             |        |
| 타일러 페리 & 그의 여장 - 마디아스 위트니스 프로텍션                                               |        |
| 애덤 샌들러 & 레이턴 미스터, 앤디 샘버그, 수전 서랜던 중 한명 - 댓츠 마이 보이                     |        |
| 최악의 프리퀄, 리메이크, 모작, 속편                                                                |        |
| 브레이킹 던 part 2                                                                                 |        |
| 고스트 라이더 3D: 복수의 화신                                                                      |        |
| 마디아스 위트니스 프로텍션                                                                         |        |
| 피라냐 3DD                                                                                         |        |
| 레드 던                                                                                            |        |
| 최악의 감독상                                                                                      |        |
| 빌 컨던 - 브레이킹 던 part 2                                                                       |        |
| 숀 앤더스 - 댓츠 마이 보이                                                                         |        |
| 피터 버그 - 배틀쉽                                                                                 |        |
| 타일러 페리 - 굿 디즈, 마디아스 위트니스 프로텍션                                                  |        |
| 존 퍼치 - Atlas Shrugged: Part II                                                                  |        |
| 최악의 각본상                                                                                      |        |
| 댓츠 마이 보이 (각본 데이비드 캐스프)                                                              |        |
| Atlas Shrugged: Part II (각본 듀크 샌더퍼, 브라이언 패트릭 오툴, 덩컨 스콧, 원작 아인 랜드의 소설) |        |
| 배틀쉽 (각본 존 호버, 에리치 호버, 원작 하스브로의 보드게임)                                       |        |
| 어 싸우전드 워즈 (각본 스티브 코런)                                                                |        |
| 브레이킹 던 part 2 (각본 멀리사 로젠버그, 스테프니 메이어, 원작 스테프니 메이어의 소설)            |        |
| 최악의 스크린 앙상블                                                                               |        |
| 브레이킹 던 part 2 전체 배역                                                                       |        |
| 배틀쉽 전체 배역                                                                                   |        |
| 마디아스 위트니스 프로텍션 전체 배역                                                               |        |
| 우지러브스 인 더 빅 벌룬 어드벤처 전체 배역                                                        |        |
| 댓츠 마이 보이 전체 배역                                                                           |        |

## 통계
- 브레이킹 던 part 2 - 11
- 댓츠 마이 보이 - 8
- 배틀쉽 - 7
- 마디아스 위트니스 프로텍션 - 5
- 어 싸우전드 워드 - 3
- Atlas Shrugged: Part II, 고스트 라이더 3D: 복수의 화신, 굿 디즈, 우지러브스 인 더 빅 벌룬 어드벤처, 피라냐 3DD, 임신한 당신이 알아야 할 모든 것 - 2
- 알렉스 크로스, 더 길트 트립, 원 포 더 머니, 플레잉 포 킵스, 레드 던, 레지던트 이블 5: 최후의 심판 3D, 저스티스, 스노우 화이트 앤 더 헌츠맨, 바보 삼형제, 토탈 리콜, 타이탄의 분노